# Hermes House Band
Hermes House Band es un grupo de pop rock procedente de los Países Bajos, creado en 1984 por los miembros de la sociedad Hermes en Róterdam, Holanda.

## Historia
Hermes House Band se formó en el año 1984, creada por la sociedad Hermes en Róterdam. Durante sus más de 25 años de actividad, el grupo llegó a tener muy buena popularidad en países como España o Bélgica y en algunos países norteamericanos y latinoamericanos.
En 1994, la banda empezó a popularizarse, sobre todo en los Países Bajos, con el cover de la canción «I Will Survive» de Gloria Gaynor, vendiendo más de 2,5 millones de copias en todo el mundo. Debido al éxito de la banda, obtuvieron un contrato con el sello discográfico Polydor, filial de Universal Music Group.
En 2001 se unió al grupo DJ Ötzi en la versión Live is life, original de Opus. Este cover alcanzó el puesto número 2 en el ranking de canciones de Francia, durante dos semanas consecutivas.
En 2008, decidieron lanzar la versión de «The Rhythm of the Night» de Corona, alcanzando el primer puesto en varios países norteamericanos y consiguiendo vender alrededor de 1,4 millones de copias por todo el mundo.
La banda ha tenido una larga lista de integrantes, debido a que los miembros tienen la obligación de abandonar la banda de inmediato tras terminar sus estudios.

## Discografía

### Álbumes
| Año  | Álbum                                | Copias vendidas | Certificación |
| ---- | ------------------------------------ | --------------- | ------------- |
| 1991 | 010 Hallo Rotterdam                  |                 |               |
| 1992 | Thuis                                |                 |               |
| 1997 | Strak!                               |                 |               |
| 1998 | Life on Planet Disco                 |                 |               |
| 1999 | I Will Survive - The Party Album     |                 |               |
| 2000 | Life is a Party                      |                 |               |
| 2001 | The Álbum                            | 2 500 000       | 2x Diamante   |
| 2004 | Get Ready to Party                   | 2 000           | Diamante      |
| 2008 | Greatest Hits                        | 1 800 000       | 2x Diamante   |
| 2008 | Rhythm of the Nineties               | 1 400 000       | Diamante      |
| 2010 | Champions! The Greatest Stadium Hits |                 |               |

### Sencillos
| Año         | Título                                               | Mejores posiciones en listas | Mejores posiciones en listas | Mejores posiciones en listas | Mejores posiciones en listas | Mejores posiciones en listas | Mejores posiciones en listas | Álbum                                  |
| Año         | Título                                               | HOL                          | ALE                          | AUT                          | FRA                          | R.U.                         | SUI                          | Álbum                                  |
| ----------- | ---------------------------------------------------- | ---------------------------- | ---------------------------- | ---------------------------- | ---------------------------- | ---------------------------- | ---------------------------- | -------------------------------------- |
| 1994 / 1999 | «I Will Survive»                                     | 1                            | 17                           | —                            | 3                            | —                            | —                            | I Will Survive - The Party Album       |
| 1998        | «Na Na Hey Hey Kiss Me Goodbye»                      | —                            | —                            | —                            | 49                           | —                            | —                            | Life On Planet Disco                   |
| 2000        | «Can't Take My Eyes Off of You»                      | —                            | 28                           | —                            | —                            | —                            | 75                           | Life is a Party                        |
| 2001        | «Country Roads»                                      | 27                           | 2                            | 4                            | —                            | 7                            | 35                           | The Album                              |
| 2001        | «Que Sera, Sera»                                     | 69                           | 21                           | 23                           | —                            | 53                           | —                            | The Album                              |
| 2002        | «Live Is Life (Here We Go)» (con DJ Ötzi)            | 61                           | 15                           | 16                           | 2                            | 50                           | 26                           | Today Is the Day                       |
| 2003        | «Those Were the Days»                                | —                            | 37                           | 65                           | —                            | —                            | —                            | Get Ready to Party                     |
| 2003        | «Football's Coming Home (Three Lions)»               | —                            | 29                           | —                            | —                            | —                            | —                            | Get Ready to Party                     |
| 2003        | «Rugby's Coming Home»                                | —                            | —                            | —                            | 50                           | —                            | —                            | Get Ready to Party                     |
| 2003        | «Suzanna»                                            | —                            | 80                           | —                            | —                            | —                            | —                            | Get Ready to Party                     |
| 2004        | «Portugal»                                           | —                            | 61                           | —                            | —                            | —                            | 49                           | Get Ready to Party                     |
| 2004        | «Welkom Thuis»                                       | 46                           | —                            | —                            | —                            | —                            | —                            |                                        |
| 2005        | «(Is This the Way) to Amarillo?» (con Tony Christie) | —                            | 25                           | 45                           | —                            | —                            | —                            | No.1 Gold Selection Greatest Hits      |
| 2006        | «Football Megamix»                                   | —                            | 39                           | —                            | —                            | —                            | —                            | No.1 Gold Selection Greatest Hits      |
| 2006        | «Come On Eileen»                                     | —                            | —                            | —                            | 22                           | —                            | —                            | No.1 Gold Selection Greatest Hits      |
| 2008        | «The Rhythm of the Night»                            | —                            | 55                           | —                            | 16                           | —                            | —                            | Rhythm of the Nineties                 |
| 2009        | «Please Don't Go (Don't you)»                        | —                            | 65                           | —                            | —                            | —                            | —                            | Rhythm of the Nineties                 |
| 2009        | «Don't Worry Be Happy»                               | —                            | —                            | —                            | —                            | —                            | —                            | Rhythm of the Nineties                 |
| 2010        | «Chelsea Dagger»                                     | —                            | —                            | —                            | —                            | —                            | —                            | Champions! (The Greatest Stadium Hits) |
| 2012        | «Hey, We're Gonna Rock This Place»                   | —                            | —                            | —                            | —                            | —                            | —                            |                                        |